# Українсько-сантоманські відносини
Українсько-сантоманські відносини — відносини між Україною та Демократичною Республікою Сан-Томе і Принсіпі.
Сан-Томе і Принсіпі визнали незалежність України 16 квітня 1998 року, того ж дня країни встановили дипломатичні відносини.
Інтереси громадян України в Демократичній Республіці Сан-Томе і Принсіпі захищає Посольство України в Португалії.

## Торгівля
Торгівля між Україною та Сан-Томе і Принсіпі має епізодичний характер. За даними Держстату України, в 2020 році товарообіг між нашими країнами склав 12,2 тис. дол. США.
Український експорт становив 11,1 тис. дол. США і на 100% складався з борошномельної продукції.
Імпорт із Сан-Томе і Принсіпі становив 1,1 тис. дол. США та складався з електричних машин (65,8%), ниток (11,7%) та котлів (11,3%).